# 貝州
貝州（ばいしゅう）は、中国にかつて存在した州。南北朝時代から宋代にかけて、現在の河北省南部および山東省北西部一帯に設置された。

## 魏晋南北朝時代
578年（建徳7年）、北周により相州清河郡が分離されて貝州が置かれた。

## 隋代
隋初には、貝州は2郡3県を管轄した。607年（大業3年）、郡制施行に伴い貝州は清河郡と改称され、下部に14県を管轄した。隋代の行政区分に関しては下表を参照。
| 隋代の行政区画変遷 | 隋代の行政区画変遷 | 隋代の行政区画変遷 | 隋代の行政区画変遷 | 隋代の行政区画変遷 | 隋代の行政区画変遷 | 隋代の行政区画変遷                                                                              |
| 区分               | 開皇元年           | 開皇元年           | 開皇元年           | 開皇元年           | 区分               | 大業3年                                                                                         |
| ------------------ | ------------------ | ------------------ | ------------------ | ------------------ | ------------------ | ----------------------------------------------------------------------------------------------- |
| 州                 | 貝州               | 貝州               | 屯州               | 済州               | 郡                 | 清河郡                                                                                          |
| 郡                 | 清河郡             | 広宗郡             | 陽平郡             | 平原郡             | 県                 | 清河県 清陽県 宗城県 清淵県 高唐県 博平県 茌平県 鄃県 武城県 漳南県 歴亭県 経城県 臨清県 清平県 |
| 県                 | 清河県 貝丘県      | 広宗県             | 清淵県             | 高唐県 博平県      | 県                 | 清河県 清陽県 宗城県 清淵県 高唐県 博平県 茌平県 鄃県 武城県 漳南県 歴亭県 経城県 臨清県 清平県 |

## 唐代
621年（武徳4年）、唐が竇建徳を平定すると、清河郡は貝州と改められた。742年（天宝元年）、貝州は清河郡と改称された。758年（乾元元年）、清河郡は貝州と改称された。貝州は河北道に属し、清河・清陽・宗城・夏津・武城・漳南・歴亭・経城・臨清の9県を管轄した。

## 宋代
1048年（慶暦8年）、宋が王則の乱を鎮圧すると、貝州は恩州と改称された。恩州は河北東路に属し、清河・武城・歴亭の3県を管轄した。